# Michail Usatschew
Michail Usatschew (russisch Михаил Усачев; * 21. Oktober 1974 in der Belarussischen SSR) ist ein ehemaliger belarussischer Handballspieler.

## Karriere
Michail Usatschew spielte in seiner Heimat für den SKA Minsk. In der Saison 1994/95 gehörte er zum erweiterten Kader des VfL Gummersbach, kam dort zu einem Einsatz im DHB-Pokal. Anschließend kehrte er nach Minsk zurück, wo er 1996 und 1997 belarussischer Meister wurde und auch an der EHF Champions League teilnahm. 1997 versuchte er sein Glück erneut in Deutschland, dieses Mal unterschrieb der 2,02 m große rechte Rückraumspieler beim Zweitligisten HC Empor Rostock. Anschließend lief er für die HG Erlangen auf. In der Qualifikation zur Schweizer Nationalliga B warf er 83 Tore für den HC KTV Altdorf. Daraufhin wurde er 2001 vom Schweizer Erstligisten Kadetten Schaffhausen als Ersatz für den verletzten Ungarn Attila Kotormán verpflichtet. In der Saison 2003/04 spielte Usatschew für die HSG Bärnbach/Köflach, im Anschluss vier weitere Jahre in seiner Heimat beim Brest GK Meschkow. Mit Brest gewann er 2005, 2006 und 2007 die Meisterschaft sowie 2005 und 2007 den Pokal. Im Januar 2008 nahm ihn der polnische Verein Vive Kielce bis zum Saisonende unter Vertrag.
Für die belarussische Nationalmannschaft bestritt Michail Usatschew 72 Länderspiele, in denen er 220 Tore erzielte. Bei der Europameisterschaft 1994 wurde er im verlorenen Spiel um Platz 7 eingesetzt und warf drei Tore. Bei der Weltmeisterschaft 1995 belegte er mit Belarus den 9. Platz.